# アクションセンター
アクションセンター（英語: Action Center）は、Windows Phone 8.1、Windows 10、およびWindows 10 Mobileに含まれている通知センターである。これは、2014年7月にWindows Phone 8.1で最初に導入、2015年7月29日にWindows 10がリリースされてからは、デスクトップにも導入された。
アクションセンターは、Windows 8における「チャーム」及び「チャームバー」の後継として機能する。

## 特徴
アクションセンターでは4つのクイック設定が可能であり、Windows 10では、ユーザーはビューを展開してすべてのクイック設定を表示できる。通知はアプリごとにカテゴリに分類され、ユーザーは右にスワイプして通知をクリアできる。アクションセンターは、Windows 10以降の実用的な通知もサポートしている。モバイル版では、ユーザーは上から下にスワイプしてアクションセンターを呼び出すことができる。Windows Phone 8.1で導入されたその他の機能には、音量調節などの簡単な設定を変更する機能が含まれていた。新しい通知領域のデザインでは、例えば、ワイヤレスネットワークの変更、Bluetoothと機内モードのオンとオフの切り替え、画面上部の4つのカスタマイズ可能なボックスからの「運転モード」へのアクセスが可能になった。これらの4つの水平に配置されたボックスの下には、テキストメッセージなどの最近の通知が表示される。デスクトップバージョンでは、タスクバー上、画面右下にあるアイコンをクリックするか、右からスワイプすることでアクションセンターを呼び出すことができる。
マイクロソフトはMicrosoft Build 2016で、 CortanaがWindows 10 MobileとWindows 10のアクションセンター間で通知をミラーリングできると発表した。また、CortanaはAndroidデバイスからの通知もWindows 10のアクションセンターに同期できるようになった。